# آجین: نیمه-انسان

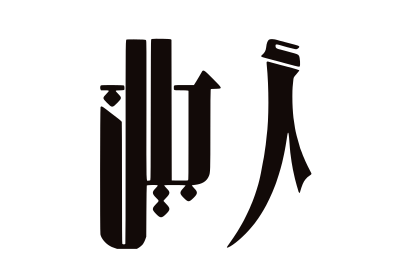
آجین: نیمه-انسان

آجین: نیمه-انسان (به ژاپنی: 亜人 Ajin) یک مجموعه مانگا ژاپنی که توسط گامون ساکورای نوشته و طراحی شده است. این مجموعه توسط انتشارات کودانشا از ۶ ژوئیه ۲۰۱۲ تا ۵ فوریه ۲۰۲۱ در مجلهٔ گود! افترنون به چاپ می‌رسید و فصل‌های آن در هفده جلد تانکوبون جمع‌آوری شد. بر اساس این مانگا یک سه گانه فیلم سینمایی انیمه‌ای به نویسندگی هیروشی سکو و کارگردانی هیرویوکی سشیتا توسط استودیو انیمیشن پولیگون پیکچرز تهیه شده‌ست.
همچنین یک مجموعه تلویزیونی انیمه ۱۳ قسمتی نیز توسط استودیو پولیگون پیکچرز از ژانویه تا آوریل ۲۰۱۶ در شبکه‌های ام‌بی‌اس، تی‌بی‌اس، سی‌بی‌سی و بی‌اس-تی‌بی‌اس پخش شد. فصل دوم مجموعه تلویزیونی انیمه در اکتبر ۲۰۱۶ پخش شد.

## داستان
درست قبل از تعطیلات تابستان، یک پسر دبیرستانی ژاپنی به نام کِی ناگای در راه برگشت از مدرسه به خانه، بر اثر یک حادثه رانندگی جان خود را از دست می‌دهد. با این حال، او به طریقی زنده شده و تبدیل به یک آجین می‌شود. او به یک فرد تحت تعقیب مبدل می‌شود و برای سرش جایزه تعیین می‌کنند، زیرا آجین‌ها جزوه مجرمین شناخته می‌شوند و بدین ترتیب زندگی این پسر به گونه‌ای آغاز می‌شود که در حال فرار از تمام بشریت است.
۱۷ سال پیش، برای اولین بار نامیراها در میدان‌های جنگ آفریقا ظاهر شدند. پس از آن گونه‌ای نادر به شکل موجوداتی ناشناخته و نامیرا در میان انسان‌ها پدیدار شدند که با عنوان «آجین» (نیمه-انسان) شناخته می‌شدند. بعلاوه آجین قادر به خلق و احضار «ارواح سیاه» هستند، مخلوقاتی مبارزه طلب و بسیار خطرناک که از دید انسان‌های معمولی نامرئی می‌باشند و تنها برای دیگر آجین‌ها قابل رویت هستند. این «ارواح سیاه» دارای پنجه و دندان‌های تیز، و در برابر صدمات فیزیکی مقاوم هستند، و قدرت فیزیکی فوق‌العاده‌ای از خود نشان می‌دهند. ارواح سیاه مختلف دارای درجات متفاوتی از هوش نیز می‌باشند. به طور مثال، اکثر ارواح سیاه برای هدایت کاملاً به آجین خود متکی هستند، اما برخی دیگر همانند کِی ناگای، بیشتر مستقل می‌باشد و در درگیری‌ها به صورت خودمختار عمل می‌کند.

## شخصیت‌ها
- کِی ناگای (به ژاپنی: 永井 圭, Nagai Kei)

شخصیت اصلی داستان پسری ۱۷ ساله که یک آجین است. او اولین بار زمانی که بر اثر یک حادثه رانندگی جان خود را از دست داد، متوجه شد که یک آجین است. او با دیگر آجین‌ها تفاوت دارد، زیرا به طور غیرعادی توانایی ایجاد تعداد زیادی آی‌بی‌ام (Invisible Black Matter) را دارد.
- کایتو (به ژاپنی: 海斗)

یکی از دوستان نزدیک کِی که به او در فرار از دست پلیس کمک کرد. او به دلیل کمک به فرار کِی به زندان فرستاده شد، و بعدها در آنجا با تاکشی، یک آجین دیگر آشنا می‌شود. تاکشی به کایتو برای فرار از زندان کمک می‌کند.
- کو ناکانو (به ژاپنی: 中野 攻, Nakano Kou)

کو یک آجین و شریک کِی با هدف متوقف کردن ساتو است. او از نظر قدرت بدنی و جسمی بر کِی برتری دارد، اما فاقد توانایی‌های فکری اوست، و اغلب برای برنامه‌ریزی در عملیات جنگی به کِی متکی است.
- ساتو / ساموئل تی. اوون (به ژاپنی: サミュエル・T・オーウェン, Samyueru. T. Ouen)

رهبر جنبش طرفداران آجین و هماورد اصلی مجموعه که همچنین به دلیل نشان ویژه‌اش یعنی کلاه تخت، تحت عنوان هت (به ژاپنی: 帽子, Boushi) نیز شناخته می‌شود. ساتو فردی خونسرد و آرام است که شهرت زیادی به عنوان خطرناکترین آجین در وزارت بهداشت، کار و رفاه دارد. بر خلاف ظاهرش به عنوان یک پیرمرد خوشرو که از بازی‌های ویدئویی لذت می‌برد، او فردی شیطانی، محاسبه‌گر تاکتیک نظامی، دارای تجربه جنگ به عنوان سرباز سابق سپاه تفنگداران دریایی ایالات متحده آمریکا است.